# Rennrodel-Weltmeisterschaften 1991
Die Rennrodel-Weltmeisterschaften 1991 fanden vom 25. bis 27. Januar 1971 in Winterberg in Deutschland statt.

## Einsitzer der Frauen
| Platz | Land | Sportlerin        | Zeit |
| ----- | ---- | ----------------- | ---- |
| 1     | GER  | Susi Erdmann      |      |
| 2     | GER  | Gabriele Kohlisch |      |
| 3     | GER  | Jana Bode         |      |

Weitere Reihenfolge
| Platz | Sportlerin              | Land |
| ----- | ----------------------- | ---- |
| 4     | Doris Neuner            | AUT  |
| 5     | Julija Antipowa         | SUN  |
| 6     | Sylke Otto              | GER  |
| 7     | Andrea Tagwerker        | AUT  |
| 8     | Gerda Weissensteiner    | ITA  |
| 9     | Cammy Myler             | USA  |
| 10    | Bonny Warner            | USA  |
| 11    | Zianabeth Shattuck-Owen | USA  |
| 12    | Petra Matechová         | CSK  |
| 13    | Natalja Jakuschenko     | SUN  |
| 14    | Kathy Salmon            | CAN  |
| 15    | Erin Warren             | USA  |
| 16    | Natalie Obkircher       | ITA  |
| 17    | Mária Jasenčáková       | CSK  |
| 18    | Diane Ogle              | AUS  |
| 19    | Barbara Prankova        | CSK  |
| 20    | Anne Abernathy          | ISV  |
| 21    | Corina Terecoasa        | ROU  |
| 22    | Michaela Dohnalová      | CSK  |
| 23    | Ewa Pstrak              | POL  |
| 24    | Victoria Pry            | GBR  |
| 25    | Albena Sdrawkowa        | BGR  |
| 26    | Kim Ingram              | CAN  |
| 27    | Stephanie McGowan       | GBR  |
| 28    | Ljubka Filipowa         | BGR  |
| 29    | Anne Mette Sagbakken    | NOR  |
| DSQ   | Angelika Neuner         | AUT  |

## Einsitzer der Männer

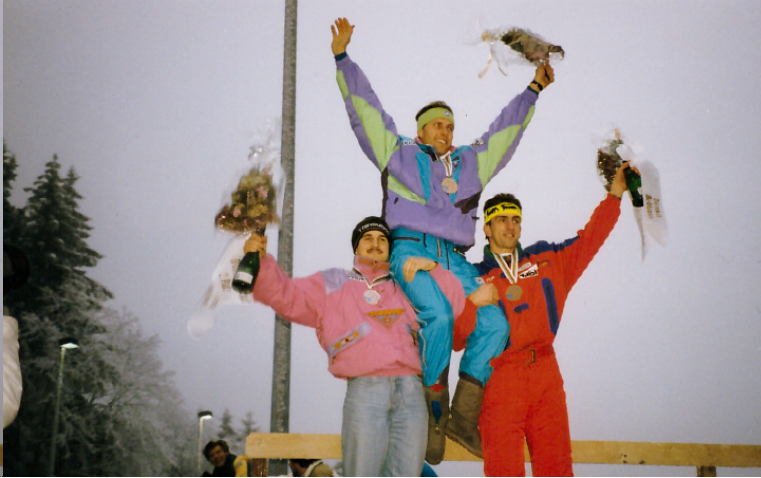
WM-Podium der Herren-Einsitzer: Georg Hackl, Arnold Huber und Markus Prock (v. l. n. r.)

| Platz | Land | Sportler     | Zeit |
| ----- | ---- | ------------ | ---- |
| 1     | ITA  | Arnold Huber |      |
| 2     | GER  | Georg Hackl  |      |
| 3     | AUT  | Markus Prock |      |

Weitere Reihenfolge
| Platz | Sportler               | Land |
| ----- | ---------------------- | ---- |
| 4     | Jens Müller            | GER  |
| 5     | Gerhard Plankensteiner | ITA  |
| 6     | Norbert Huber          | ITA  |
| 7     | Duncan Kennedy         | USA  |
| 8     | Robert Manzenreiter    | AUT  |
| 9     | Kazuhiko Takamatsu     | JPN  |
| 10    | Herbert Studer         | AUT  |
| 11    | Markus Schmidt         | AUT  |
| 12    | Oswald Haselrieder     | ITA  |
| 13    | Johannes Schettel      | GER  |
| 14    | René Friedl            | GER  |
| 15    | Mikael Holm            | SWE  |
| 16    | Wendel Suckow          | USA  |
| 17    | Waleri Dudin           | SUN  |
| 18    | Tim Wiley              | USA  |
| 19    | Jan Kohoutek           | CSK  |
| 20    | Harington Telford      | CAN  |
| 21    | Radek Seffer           | CSK  |
| 22    | Harald Rolfsen         | NOR  |
| 23    | Pablo García Muñoz     | ESP  |
| 24    | Mark Grimmette         | USA  |
| 25    | Christi-Adrian Sudu    | CAN  |
| 26    | Anders Söderberg       | SWE  |
| 27    | Atsushi Sasaki         | JPN  |
| 28    | Simon Payne            | BMU  |
| 29    | Richard Walden         | SWE  |
| 30    | Bengt Walden           | SWE  |
| 31    | Jozef Škvarek          | CSK  |
| 32    | Martin Sýkora          | CSK  |
| 33    | Olivier Fraise         | FRA  |
| 34    | Toru Ito               | JPN  |
| 35    | Jarosław Grzyb         | POL  |
| 36    | Eirik Lundemo          | NOR  |
| 37    | Frédéric Bertrand      | FRA  |
| 38    | Rubén González         | ARG  |
| 39    | Jacek Michalik         | POL  |
| 40    | Bill Balme             | NZL  |
| 41    | Erich Schmid           | CHE  |
| 42    | Keith Yandell          | GBR  |
| 43    | Brennan McCaw          | CAN  |
| 44    | Reto Gilly             | CHE  |
| 45    | Borislaw Beltschinski  | BGR  |
| 46    | Lesław Poręba          | POL  |
| 47    | Ian Whitehead          | GBR  |
| 48    | Paul Kingston          | IRL  |
| 49    | Peter van der Zeile    | LKA  |
| 50    | Adam Cooke             | NZL  |
| DNF   | Oliver Michalsky       | CAN  |
| DNF   | Constantin-Liviu Cepoi | ROU  |
| DSQ   | Sergei Danilin         | SUN  |

## Doppelsitzer der Männer
| Platz | Land | Sportler                      | Zeit |
| ----- | ---- | ----------------------------- | ---- |
| 1     | GER  | Stefan Krauße, Jan Behrendt   |      |
| 2     | GER  | Yves Mankel, Thomas Rudolph   |      |
| 3     | ITA  | Hansjörg Raffl, Norbert Huber |      |

Weitere Reihenfolge
| Platz | Sportler                             | Land      |
| ----- | ------------------------------------ | --------- |
| 4     | Kurt Brugger, Wolfgang Huber         | ITA       |
| 5     | Jörg Hoffmann, Jochen Pietzsch       | GER       |
| 6     | Ioan Apostol, Constantin-Liviu Cepoi | ROU       |
| 7     | Mark Grimmette, Jonathan Edwards     | USA       |
|       | Wendel Suckow, Bill Tavares          | USA       |
| 9     | Gerhard Gleirscher, Markus Schmidt   | AUT       |
| 10    | Jan Bakala, Jiri Kraus               | CSK       |
| 11    | Robert Gasper, André Benoit          | CAN       |
| 12    | Christi-Adrian Sudu, Dan Doll        | CAN       |
| 13    | Lewan Tibilow, Kacha Wachtangashwili | SUN       |
| 14    | Harry Salmon, Steve Harris           | CAN       |
| 15    | Hans Kohala, Carl-Johan Lindqvist    | SWE       |
| 16    | Tommy Brissman, Jonas Regnell        | SWE       |
| 17    | Yves Boyer, Fréderic Bertrand        | FRA       |
| 18    | Mikael Holm, Bengt Walden            | SWE       |
| 19    | Radek Seffer, Luboš Jíra             | CSK       |
| 20    | Jacek Michalik, Leszek Poręba        | POL       |
| 21    | Petr Kurčinka, Jozef Škvarek         | CSK       |
| 22    | Ilko Karatscholow, Iwan Karatscholow | BGR       |
| 23    | Marcin Slawinski, Jarosław Grzyb     | POL       |
| 24    | Harald Rolfsen, Eirik Lundemo        | NOR       |
| 25    | Simon Payne, Olivier Fraise          | BMU / FRA |
| DNF   | Azushi Sasaki, Shigemi Tanizume      | JPN       |

## Teamwettbewerb
| Platz | Land | Sportler                                                                                               | Zeit |
| ----- | ---- | --- | ---- |
| 1     | GER  | Georg Hackl Jens Müller Susi Erdmann Gabriele Kohlisch Stefan Krauße Jan Behrendt                      |      |
| 2     | AUT  | Robert Manzenreiter Markus Prock Doris Neuner Andrea Tagwerker Gerhard Gleirscher Markus Schmidt       |      |
| 3     | ITA  | Arnold Huber Gerhard Plankensteiner Natalie Obkircher Gerda Weißensteiner Hansjörg Raffl Norbert Huber |      |

Weitere Reihenfolge
| Platz | Land             |
| ----- | ---------------- |
| 4     | USA              |
| 5     | Sowjetunion      |
| 6     | Tschechoslowakei |
| 7     | Kanada           |
| 8     | Rumänien         |
| 9     | Japan            |
| 10    | Schweden         |
| 11    | Polen            |
| 12    | Großbritannien   |
| 13    | Bulgarien        |
| 14    | Frankreich       |
| 15    | Norwegen         |

## Medaillenspiegel
| Platz | Land        | Gold | Silber | Bronze | Gesamt |
| ----- | ----------- | ---- | ------ | ------ | ------ |
| 1     | Deutschland | 3    | 3      | 1      | 7      |
| 2     | Italien     | 1    | 0      | 2      | 3      |
| 3     | Österreich  | 0    | 1      | 1      | 2      |